# Nintendo Adventure Books

Libro #1: Doble problema

Los libros de juego de Nintendo son novelas basadas en videojuegos creados por Nintendo. Estos libros presentan personajes y escenarios de las franquicias Super Mario y The Legend of Zelda, divididos en dos series: Nintendo Adventure Books y You Decide on the Adventure.

## Libros de aventuras de Nintendo
La serie Nintendo Adventure Books consta de 12 libros creados por Russell Ginns, quien también es conocido por ser el autor de la serie Samantha Spinner. Estos libros fueron publicados entre 1991 y 1992 por Simon and Schuster en los Estados Unidos, y por Archway Books y Mammoth Books en el Reino Unido. Siguen el formato de los populares libros "Elige tu propia aventura", donde la historia se desarrolla según las decisiones del lector. De los 12 libros, diez se centran en las aventuras de Mario Bros. en el Reino Champiñón, basándose principalmente en los cómics de Valiant publicados bajo el sello Nintendo Comics System. Los libros nueve y diez, sin embargo, exploran las aventuras de Link de la serie The Legend of Zelda.
Cada libro tiene 121 páginas y contiene varios acertijos, como laberintos y sopas de letras. 
Algunos de los libros fueron reeditados como promoción de Pringles . 
1. Doble problema (1991) de Clyde Bosco
2. Lagartos saltarines (1991) de Clyde Bosco
3. Confusión de monstruos (1991) de Bill McCay
4. Alcaparras de Koopa (1991) de Bill McCay
5. ¡Callarse! (1991) de Clyde Bosco
6. Puertas a la perdición (1991) de Bill McCay
7. El dilema de los dinosaurios (1991) de Clyde Bosco
8. Voló el Koopa (1991) de Matt Wayne
9. La trampa de cristal (1992) de Matt Wayne
10. El príncipe de las sombras (1992) de Matt Wayne
11. Postres injustos (1992) de Matt Wayne
12. Fuga de cerebros (1992) de Matt Wayne

## Tú decides la aventura
La serie "Tú decides sobre la aventura" consta de cuatro libros-juego publicados por Scholastic entre 2001 y 2002. Todos estos libros fueron escritos por Craig Wessel y están basados en los juegos de Game Boy Advance y Game Boy Color.
1. Super Mario Advance (2001), basado en Super Mario Advance
2. The Legend of Zelda: Oracle of Seasons (2001), basado en The Legend of Zelda: Oracle of Seasons
3. The Legend of Zelda: Oracle of Ages (2002), basado en The Legend of Zelda: Oracle of Ages
4. Wario Land 4, basado en Wario Land 4